# Rue Eugène-Carrière
La rue Eugène-Carrière est une voie du 18e arrondissement de Paris, en France.

## Situation et accès
La rue Eugène-Carrière est une voie publique située dans le 18e arrondissement de Paris. Elle débute au 22 ter, rue Tourlaque et se termine au 15, rue Vauvenargues.
Le quartier est desservi par la ligne 12 à la station Lamarck - Caulaincourt et par la ligne 13 à la station Guy Môquet.

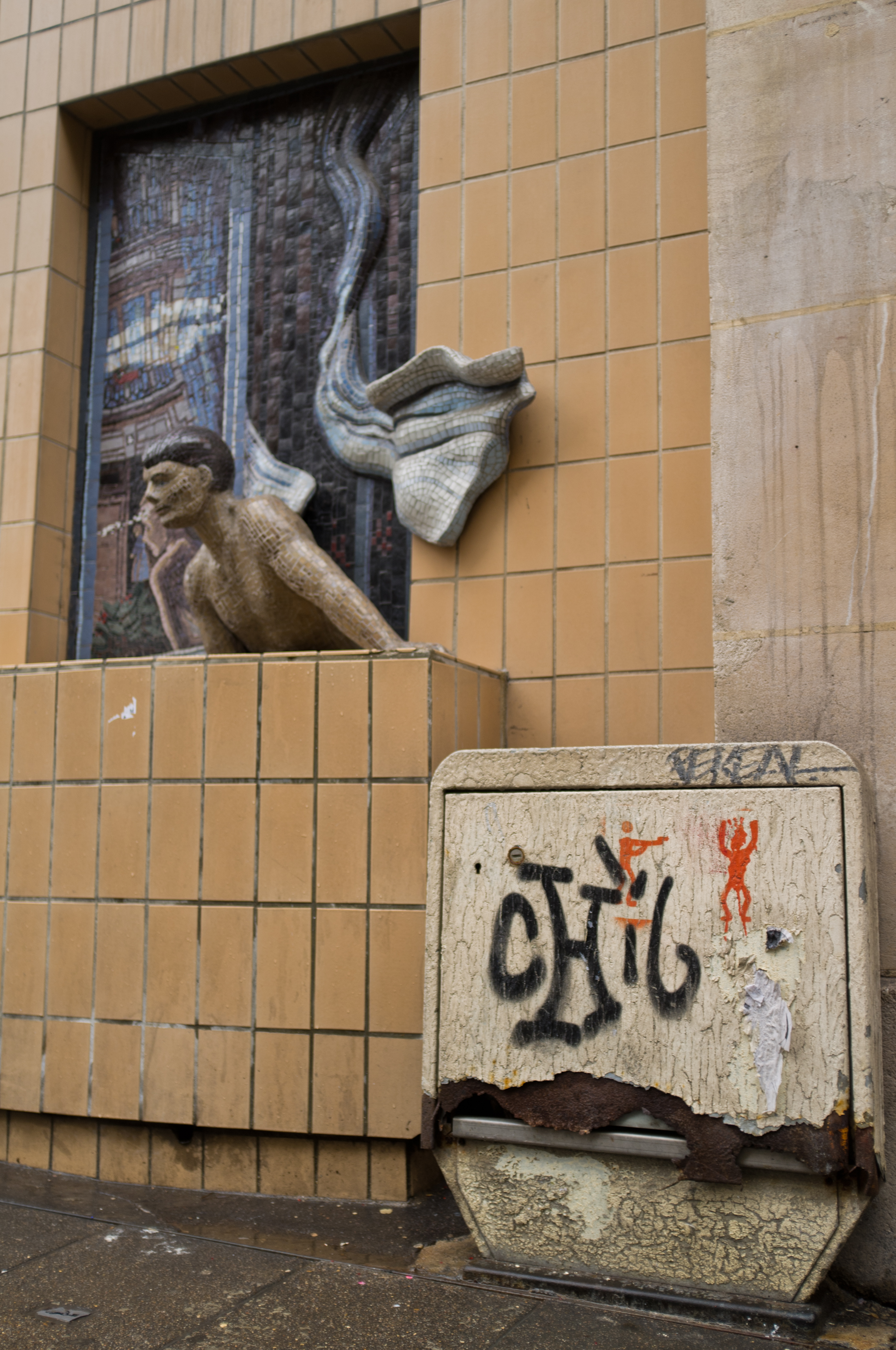
Tag et mosaïque au no 21 de la rue.
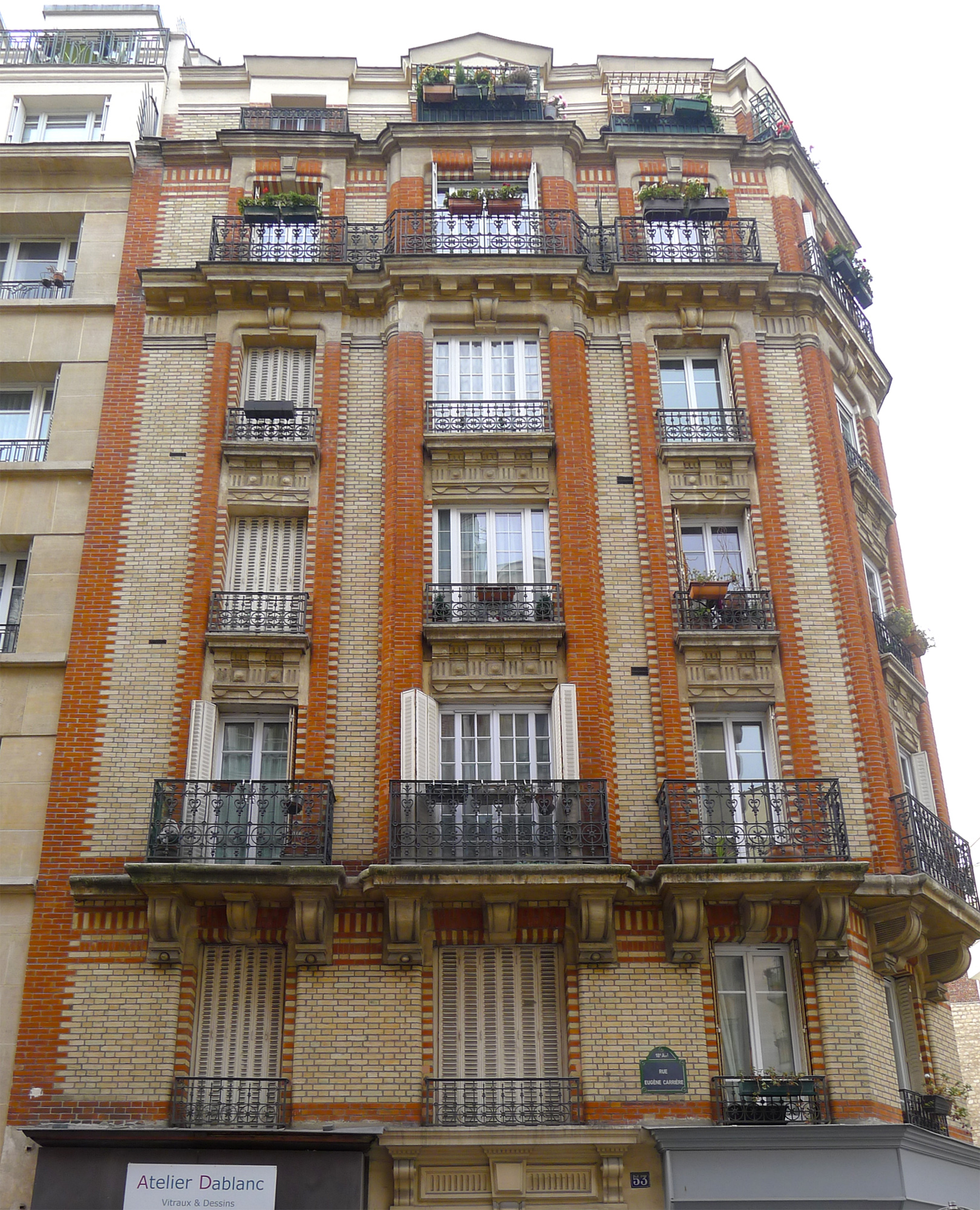
No 53.
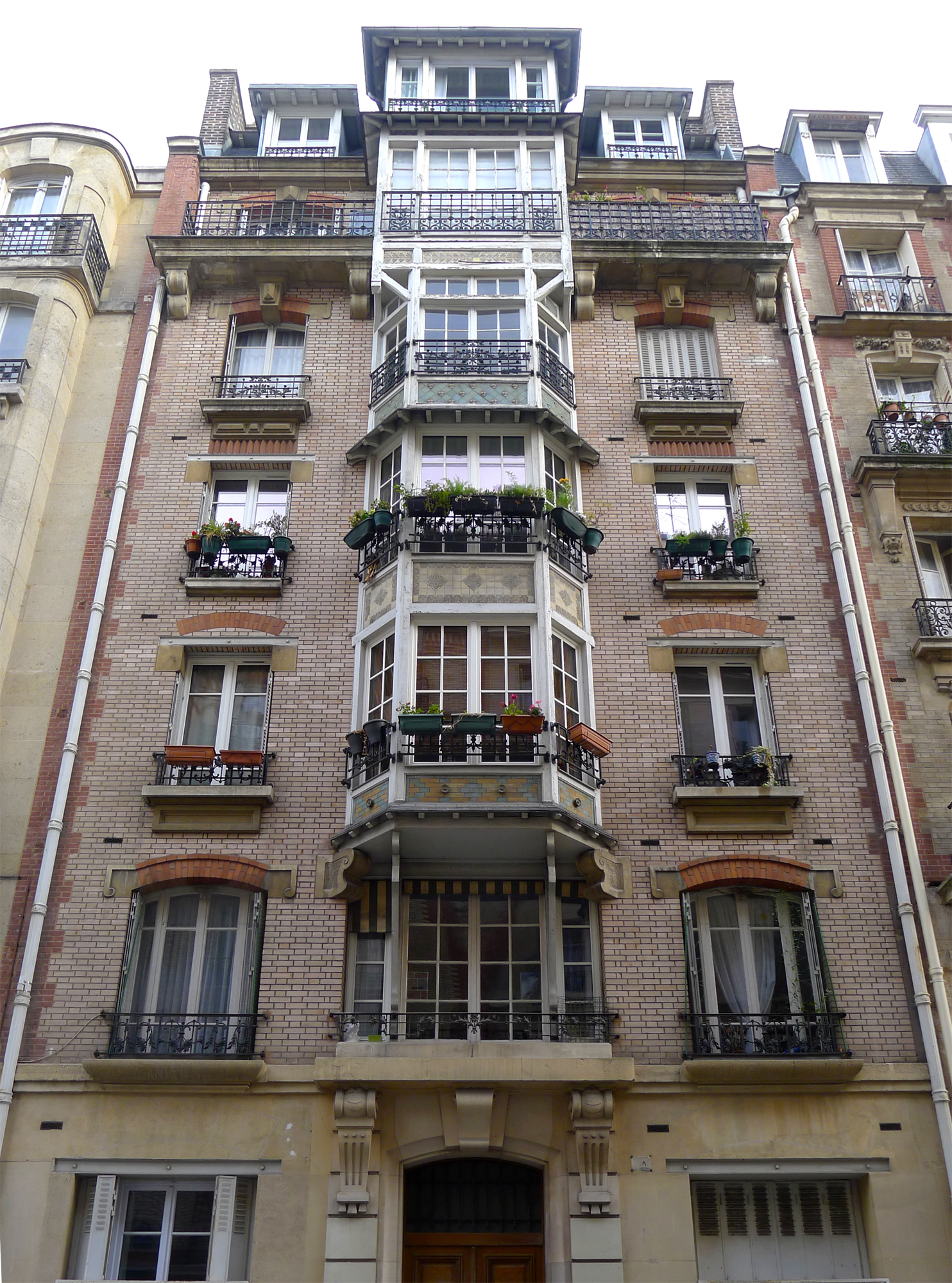
No 54.

## Origine du nom

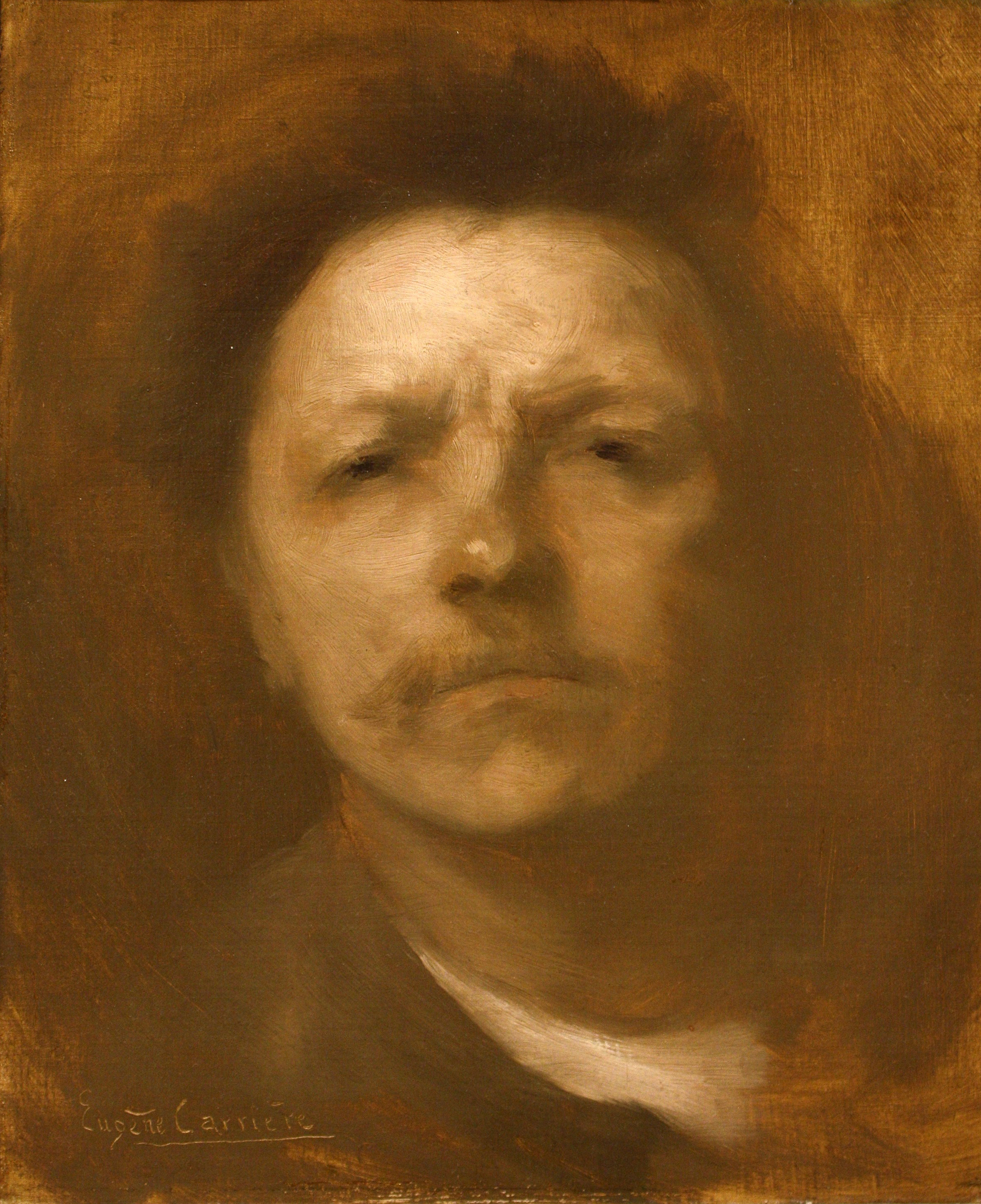
Autoportrait (vers 1893).

Elle porte le nom du peintre du XIXe siècle, Eugène Carrière.

## Historique
Cette voie faisait partie, entre les rues Joseph-de-Maistre et Marcadet, des anciennes communes de Montmartre et des Batignolles ; c'était un ancien chemin vicinal des Grandes Carrières tracé sur le plan cadastral de 1825. Rattachée à la voirie de Paris en 1863, elle porte le nom de « rue des Grandes Carrières ».
En 1885, elle est prolongée entre les rues Marcadet et Vauvenargues et prend le nom de « rue Eugène-Carrière » en 1907.

## Bâtiments remarquables et lieux de mémoire
- Au XIXe siècle, à l’intersection avec la rue Marcadet, était situé un monticule sur lequel était édifiée la « Hutte des Gardes », une construction du XVIIe siècle. Elle abritait les Gardes-chasse du roi[1].
- Félix Fénéon a vécu rue Eugène-Carrière, des premières années du XXe siècle jusqu'en 1931[2].